# Nyugat

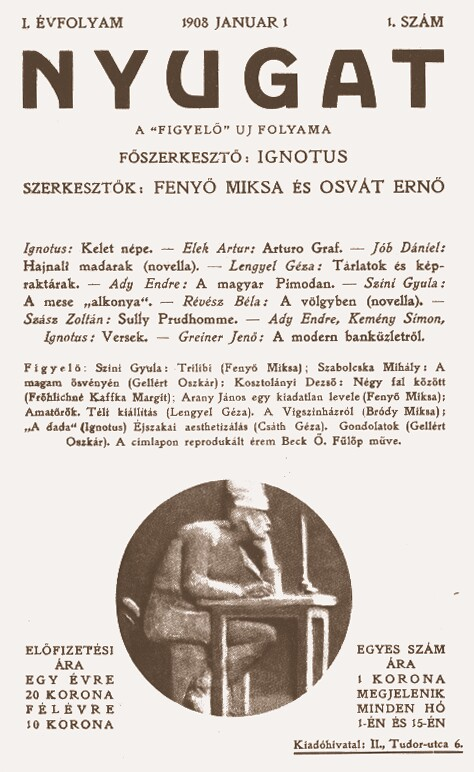
Voorpagina van de eerste uitgave van Nyugat in 1908

Nyugat (Hongaars voor "westen") was een toonaangevend literair tijdschrift uit Hongarije in de eerste helft van de 20e eeuw. Schrijvers en dichters uit die periode worden vaak aangeduid met de termen "eerste, tweede of derde Nyugat-generatie".

## Geschiedenis
Nyugat werd opgericht in 1908, aanvankelijk onder de redactie van Ignotus (Hugo Veigelsberg), Ernő Osvát en Miksa Fenyő. Het tijdschrift was ontvankelijk voor en werd geïnspireerd door de stijlbewegingen en filosofieën in West-Europa, zoals het naturalisme, symbolisme en impressionisme. Nyugat publiceerde zowel poëzie als proza.
De eerste Nyugat-generatie omvatte dichters als Endre Ady, Árpád Tóth, Mihály Babits, Dezső Kosztolányi, Gyula Juhász, Géza Gyóni en romanciers zoals Gyula Krúdy en Zsigmond Móricz. Tijdens de Eerste Wereldoorlog nam deze generatie een antimilitaristische positie in.
De tweede Nyugat-generatie in de jaren 1920 - schrijvers zoals Lőrinc Szabó, József Fodor en György Sárközi - vertoonde post-expressionistische eigenschappen. Onder de dichters van deze generatie bevonden zich onder anderen Attila József, Gyula Illyés, Miklós Radnóti en József Erdélyi. De romancier Sándor Márai schreef familiesaga's en romans over sociale verandering. Ook László Németh en Tibor Déry waren belangrijke schrijvers uit deze generatie.
De derde generatie, die van de jaren 1930, wordt soms ook de essayisten-generatie genoemd en bestond onder andere uit Antal Szerb, László Szabó, en Gábor Halász, en dichters zoals Sándor Weöres, István Vas, Jenő Dsida, Zoltán Zelk, Gábor Devecseri, György Rónay, Zoltán Jékely en László Kálnoky.
Nyugat was het eerste Hongaarse letterkundige tijdschrift dat filosofen zoals Nietzsche en Kierkegaard behandelde  en had een significante invloed op wetenschappers en intellectuelen die ook buiten de grenzen van Hongarije bekendheid genoten. Met de dood van uitgever Mihály Babits in 1941 hield Nyugat op te bestaan, aangezien mede-uitgever Gyula Illyés de naam van het tijdschrift niet mocht verderzetten. Tot 1944 verscheen het tijdschrift echter toch onder de naam Magyar Csillag ("Hongaarse Ster") onder de redactie van Illyés.